# 协调委员会 (白俄罗斯)
协调委员会是2020年白俄羅斯示威期间，由总统候选人、反对派领袖斯维特兰娜·格奥尔基耶娃·季哈诺夫斯卡娅在总统大选后成立的政治组织，包括600名成员和7位主管委员，8月18日召开首次会议。该委员会七位主管委员包括诺贝尔文学奖得主斯韦特兰娜·阿列克谢耶维奇和音乐家玛丽亚·阿列克谢耶芙娜·科列斯尼科娃。